# Loughton, Shropshire
Loughton är en by i civil parish Wheathill, i distriktet Shropshire, i grevskapet Shropshire, i England. Byn är belägen 14 km från Ludlow. Loughton var en civil parish 1866–1967 när blev den en del av Wheathill. Civil parish hade 48 invånare år 1961.